# Černá u Bohdanče
Černá u Bohdanče é uma comuna checa localizada na região de Pardubice, distrito de Pardubice.